# Семенюк, Наталья Николаевна
Ната́лья Никола́евна Семеню́к (10 сентября 1925, СССР — 31 августа 2011, Москва, Россия) — советский и российский филолог-германист. Доктор филологических наук (1975), профессор (1991). Одна из авторов «Большой Российской энциклопедии».

## Биография
Родилась в 1925 году в семье переводчика Н. А. Семенюка-Славятинского.
В 1950 году окончила Московский государственный педагогический институт иностранных языков имени Мориса Тореза.
В 1954 году окончила аспирантуру и под научным руководством доктора филологических наук, профессора М. М. Гухман защитила диссертацию на соискание учёной степени кандидата филологических наук по теме «Язык народа Нюрнберга в XV веке по материалам народной драмы (К вопросу о соотношении письменной и устной форм языка немецкой народности в XV веке)».
До 1959 года являлась ассистентом кафедры грамматики и истории немецкого языка Московского государственного педагогического института иностранных языков имени Мориса Тореза.
С 1959 года работала в секторе германских языков Института языкознания Академии наук СССР.
В 1975 году защитила диссертацию на соискание учёной степени доктора филологических наук по теме «Формирование норм немецкого литературного языка первой половины XVIII столетия: на материале периодических изданий» (специальность 10.02.04 — германские языки).
В 1991–2003 годы — заведующая Отделом германских, романских и кельтских языков (позднее — сектором германских языков в рамках Отдела индоевропейских языков) в Институте языкознания РАН.
Умерла 31 августа 2011 в Москве.

### Семья
- Муж — учёный-германист Б. А. Абрамов, после его смерти издала некоторые его труды, включая книгу «Воспоминание о плене», где её муж рассказал о содержании в нацистском концентрационном лагере Маутхаузен[8].
- Сестра — М. Н. Славятинская (р. 1935), филолог-классик, к. ф. н., доцент кафедры классической филологии Московского университета.

## Научная деятельность
Автор более 150 опубликованных научных работ на русском и немецком языках, в том числе 7 монографий; известна также как автор многих научных переводов с немецкого на русский язык.
Являлась соруководителем и участником Проблемной комиссии по теории и истории литературных языков при Институте языкознания РАН, была ответственным редактором серии трудов, изданных в рамках деятельности комиссии. Принимала участие в работе Международных лингвистических конгрессов в Амстердаме (1965), Вене (1966), Париже (1968), Берлине (1972), Базеле (1980), Гёттингене (1985), Токио (1991) и Вене (2000).

## Научные труды

### Статьи
- Аделунг, Иоганн Кристоф : [арх. 3 января 2023] / Семенюк Н. Н. // А — Анкетирование [Электронный ресурс]. — 2005. — С. 222. — (Большая российская энциклопедия : [в 35 т.] / гл. ред. Ю. С. Осипов ; 2004—2017, т. 1). — ISBN 5-85270-329-X.